# Shimmer and Shine
Shimmer and Shine (Shimmer e Shine, no Brasil e em Portugal) é uma série de desenho animado infantil americana-canadense criada por Farnaz Esnaashari-Charmatz, e transmitida originalmente pela Nickelodeon nos Estados Unidos e Treehouse TV no Canadá. 
A série mostra as aventuras de Leah, uma jovem garota que se torna amiga de duas "gênias" gêmeas chamadas Shimmer e Shine que passam a ajudar a garota a passar por seus problemas sempre lhe concedendo realizar 3 desejos todos os dias, enquanto elas também se mantém em segredo de Zac, o vizinho de Leah. Da segunda temporada em diante a história muda, passando a mostrar os personagens transportados para Zahramay Falls (o mundo onde Shimmer e Shine vivem), onde Zac ganha seu próprio gênio Kaz e as meninas constantemente se deparam com uma feiticeira vilã chamada Zeta.
A primeira temporada foi animada em Flash, enquanto a segunda passou a ser animada em CGI. No Brasil, a série é transmitida pelo Nick Jr. e mais tarde pela TV Cultura desde 4 de julho de 2016 até 2019. Em Portugal, foi transmitida pelo Canal Panda e agora pelo Nick Jr..

## Dublagem
| Personagem | Voz Original   | Dublador(a)    |
| ---------- | -------------- | -------------- |
| Shimmer    | Eva Bella      | Erika Menezes  |
| Shine      | Isabella Cramp | Bruna Laynes   |
| Leah       | Alina Foley    | Bia Menezes    |
| Zac        | Blake Bertrand | Arthur Salerno |

## Resumo
| Temporada | Temporada | Episódios | Data da transmissão original | Data da transmissão original |
| Temporada | Temporada | Episódios | Estreia                      | Final                        |
| --------- | --------- | --------- | ---------------------------- | ---------------------------- |
|           | 1         | 20        | 24 de agosto de 2015         | 11 de maio de 2016           |
|           | 2         | 20        | 15 de junho de 2016          | 31 de março de 2017          |
|           | 3         | 20        | 5 de maio de 2017            | 20 de novembro de 2018       |
|           | 4         | 26        | 20 de outubro de 2018        | 9 de fevereiro de 2020       |

## Episódios

### 1ª Temporada (2015–2016)
| Nº       | Nº           | Título                                                                                | Diretor             | Escritor                        | Data da transmissão     | Código de produção |
| Na série | Na temporada | Título                                                                                | Diretor             | Escritor                        | Data da transmissão     | Código de produção |
| -------- | ------------ | ------------------------------------------------------------------------------------- | ------------------- | ------------------------------- | ----------------------- | ------------------ |
| 1        | 1            | "The Sweetest Thing" "O Doce Mais Doce"                                               | Jay Baker           | Sindy Boveda Spackman           | 24 de agosto de 2015    | 103                |
| 2        | 2            | "Genie Treehouse" "A Casa na Árvore"                                                  | Jay Baker           | Whitney Wetta                   | 26 de agosto de 2015    | 105                |
| 3        | 3            | "Lights! Camera! Genies!" "Luz! Camera! Gênias!"                                      | Scott O'Brien       | Whitney Wetta                   | 1 de setembro de 2015   | 105                |
| 4        | 4            | "What a Pig Mess" "Porquinhos Bagunceiros"                                            | Scott O'Brien       | Lacey Dyer                      | 3 de setembro de 2015   | 104                |
| 5        | 5            | "Abraca-Genie" "Abracadabra"                                                          | Dave Cunningham     | Whitney Wetta                   | 8 de setembro de 2015   | 104                |
| 6        | 6            | "Ahoy, Genies!" "Uma Aventura Pirata"                                                 | Dave Cunningham     | Joshua Hamilton & Whitney Wetta | 10 de setembro de 2015  | 104                |
| 7        | 7            | "Dino Might!" "Um Dino-Problema!"                                                     | Scott O'Brien       | Gabe Pulliam & Whitney Wetta    | 2 de outubro de 2015    | 104                |
| 8        | 8            | "A Very Genie Halloweenie" "Um Halloween Genial"                                      | Jay Baker           | Whitney Wetta                   | 23 de outubro de 2015   | 106                |
| 9        | 9            | "Backyard Ballet" "O Show de Balé"                                                    | Jay Baker           | Lacey Dyer                      | 6 de novembro de 2015   | 109                |
| 10       | 10           | "Game On" "Vamos Jogar"                                                               | Scott O'Brien       | Jennifer Bardekoff              | 20 de novembro de 2015  | 103                |
| 11       | 11           | "Santa's Little Genies" "Ajudantes de Papai Noel"                                     | Scott O'Brien       | Sindy Boveda Spackman           | 11 de dezembro de 2015  | 103                |
| 12       | 12           | "Spaceship Wrecked" "Uma Aventura de Outro Mundo"                                     | Jay Baker           | Lacey Dyer                      | 15 de janeiro de 2016   | 103                |
| 13       | 13           | "Happy Wishaversary" "Feliz Desejiversário"                                           | Carin-Anne Anderson | Dustin Ferrer                   | 12 de fevereiro de 2016 | 103                |
| 14       | 14           | "Sleep-Over Party" "A Festa do Pijama"                                                | Carin-Anne Anderson | Lacey Dyer                      | 15 de março de 2016     | 103                |
| 15       | 15           | "Dream Dollhouse" "A Casa de Bonecas"                                                 | Scott O'Brien       | Sindy Boveda Spackman           | 17 de março de 2016     | 103                |
| 16       | 16           | "Gone Bowlin" "O Jogo de Boliche"                                                     | Jay Baker           | Whitney Wetta                   | 5 de abril de 2016      | 108                |
| 17       | 17           | "The Great Skate Mistake" "Manobras Radicais"                                         | Carin-Anne Anderson | Lacey Dyer                      | 7 de abril de 2016      | 108                |
| 18       | 18           | "Escape Goat" "O Bode Fujão"                                                          | Jay Baker           | Ryan A. Levin                   | 29 de abril de 2016     | 110                |
| 19-20    | 19-20        | "My Secret Genies" "Minhas Gênias Secretas" (ou conhecido como) "Meu Primeiro Desejo" | Scott O'Brien       | Sindy Boveda-Spackman           | 11 de maio de 2016      | 110                |

### 2ª Temporada (2016–2017)
| Nº       | Nº           | Título                                                                     | Diretor                          | Escritor                          | Data da transmissão                          | Código de produção |
| Na série | Na temporada | Título                                                                     | Diretor                          | Escritor                          | Data da transmissão                          | Código de produção |
| -------- | ------------ | -------------------------------------------------------------------------- | -------------------------------- | --------------------------------- | -------------------------------------------- | ------------------ |
| 21       | 1            | "Welcome to Zahramay Falls" "Bem Vindos à Zahramay Falls" "Não disponível" | Matt Engstrom                    | Stephanie Simpson                 | 15 de junho de 2016 11 de junho de 2016      | 899                |
| 22a      | 2a           | "All Bottled Up" "Engarrafadas" "Não disponível"                           | Matt Engstrom                    | Scott Gray                        | 15 de junho de 2016 18 de junho de 2016      | 899 (202)          |
| 22b      | 2b           | "Zoom Zahramay" "Voando Alto" "Não disponível"                             | Carin-Anne Anderson              | Dustin Ferrer                     | 15 de junho de 2016 18 de junho de 2016      | 105                |
| 23a      | 3a           | "A Tree-mendous Rescue" "Amigos ao Resgate" "Não disponível"               | Enrico Vilbar Santana            | Dustin Ferrer                     | 2 de junho de 2016 27 de junho de 2016       | 203                |
| 23b      | 3b           | "Flying Flour" "Farinha Voadora" "Não disponível"                          | Carin-Anne Anderson              | Scott Gray                        | 22 de junho de 2016 28 de junho de 2016      | 203                |
| 24a      | 4a           | "Mermaid Mayhem" "Uma Aventura Submarina" "Não disponível"                 | David Knott                      | Brian Swenlin                     | 29 de junho de 2016 2 de julho de 2016       | 204                |
| 24b      | 4b           | "Snow Place We'd Rather Be" "Um Desafio Gelado" "Não disponível"           | Enrico Vilbar Santana            | Dustin Ferrer                     | 29 de junho de 2016 2 de julho de 2016       | 204                |
| 25a      | 5a           | "Starry Night Sleepover" "A Estrela dos Desejos" "Não disponível"          | David Knott                      | Dustin Ferrer                     | 6 de julho de 2016 16 de julho de 2016       | 205                |
| 25b      | 5b           | "Wild Carpet Chase" "Aventuras nas Alturas" "Não disponível"               | Carin-Anne Anderson              | Dustin Ferrer                     | 6 de julho de 2016 17 de julho de 2016       | 205                |
| 26a      | 6a           | "Lost and Found" "Achados e Perdidos" "Não disponível"                     | Enrico Vilbar Santana            | Stephanie Simpson & Noelle Wright | 13 de julho de 2016 18 de julho de 2016      | 206                |
| 26b      | 6b           | "Freeze-amay Falls" "Um Dia de Arrepiar" "Não disponível"                  | David Knott                      | Jim Nolan                         | 13 de julho de 2016 19 de julho de 2016      | 206                |
| 27a      | 7a           | "Bling, Bling" "O Colar Especial" "Não disponível"                         | Carin-Anne Anderson              | Greg Weisman                      | 3 de agosto de 2016 7 de setembro de 2016    | 207                |
| 27b      | 7b           | "Staffinated" "Feitiço Atrapalhado" "Não disponível"                       | Enrico Vilbar Santana            | Kevin Hopps                       | 10 de agosto de 2016 7 de setembro de 2016   | 207                |
| 28a      | 8a           | "Dragon Pox" "O Dragão Dodói" "Não disponível"                             | Carin-Anne Anderson              | Elizabeth Jordan                  | 22 de agosto de 2016 7 de abril de 2017      | 208                |
| 28b      | 8b           | "Lightning in a Bottle" "Raio Fugitivo" "Não disponível"                   | Don Knott                        | Francisco Paredes                 | 22 de agosto de 2016 7 de abril de 2017      | 208                |
| 29a      | 9a           | "Size of the Beholder" "Pequenas Gênias Grandes Ideias" "Não disponível"   | Enrico Vilbar Santana            | Kevin Hopps                       | 6 de setembro de 2016 4 de agosto de 2016    | 210                |
| 29b      | 9b           | "Zoomicorn Toss" "Arremesso de Argolas" "Não disponível"                   | Carin-Anne Anderson              | Greg Weisman                      | 6 de setembro de 2016 6 de abril de 2017     | 210                |
| 30a      | 10a          | "Double Trouble" "Problema Duplicado" "Não disponível"                     | Enrico Vilbar Santana            | Kevin Hopps                       | 8 de setembro de 2016 11 de setembro de 2016 | 209                |
| 30b      | 10b          | "Zany Ziffilon" "O Novo Bicho de Estimação" "Não disponível"               | David Knott                      | Greg Weisman                      | 8 de setembro de 2016 12 de setembro de 2016 | 209                |
| 31a      | 11a          | "Volcano Drain-o" "Vulcão sem Erupção" "Não disponível"                    | David Knott                      | Dustin Ferrer                     | 11 de outubro de 2016 10 de abril de 2017    | 211                |
| 31b      | 11b          | "Cleanie Genies" "Gênias da Limpeza" "Não disponível"                      | Carin-Anne Anderson              | Gabriel Pulliam                   | 11 de outubro de 2016 10 de abril de 2017    | 211                |
| 32a      | 12a          | "Now You See Her" "Onde Está Você?" "Não disponível"                       | Enrico Vilbar Santana            | Greg Weisman                      | 13 de outubro de 2016 11 de abril de 2017    | 212                |
| 32b      | 12b          | "Untamed Talent" "Talento Indomável" "Não disponível"                      | David Knott                      | Dustin Ferrer                     | 13 de outubro de 2016 11 de abril de 2017    | 212                |
| 33a      | 13a          | "The Crystal Queen" "A Rainha de Cristal" "Não disponível"                 | Carin-Anne Anderson              | Francisco Paredes                 | 18 de novembro de 2016 12 de abril de 2017   | 213                |
| 33b      | 13b          | "The Glob" "A Bolha" "Não disponível"                                      | Enrico Vilbar Santana            | Kevin Hopps                       | 18 de novembro de 2016 12 de abril de 2017   | 212                |
| 34a      | 14a          | "Frosty Fun" "Diversão Congelante" "Não disponível"                        | Carin-Anne Anderson              | Greg Weisman                      | 16 de dezembro de 2016 15 de abril de 2017   | 216                |
| 34b      | 14b          | "Zeta in Training" "Zeta em Treinamento" "Não disponível"                  | Enrico Vilbar Santana            | Kevin Hopps                       | 16 de dezembro de 2016 15 de abril de 2017   | 216                |
| 35a      | 15a          | "Pet Bedroom" "O Novo Quarto" "Não disponível"                             | David Knott                      | Scott Gray                        | 13 de janeiro de 2017 13 de abril de 2017    | 214                |
| 35b      | 15b          | "Boom Zahra-Mom" "Boom Zahra-mãe" "Não disponível"                         | Carin-Anne Anderson              | Dustin Ferrer                     | 13 de janeiro de 2017 13 de abril de 2017    | 214                |
| 36a      | 16a          | "Masquerade Charade" "Mistério Mascarado" "Não disponível"                 | David Knott                      | Sarah Jenkins                     | 27 de janeiro de 2017 14 de abril de 2017    | 215                |
| 36b      | 16b          | "The Silent Treatment" "Nem Mais um Pio" "Não disponível"                  | Enrico Vilbar Santana            | Dustin Ferrer                     | 27 de janeiro de 2017 14 de abril de 2017    | 215                |
| 37a      | 17a          | "Potion Control" "Poção da Confusão" "Não disponível"                      | David Knott                      | Kevin Hopps                       | 17 de fevereiro de 2017 16 de abril de 2017  | 217                |
| 37b      | 17b          | "Feel Better" "Risos e Espirros" "Não disponível"                          | Carin-Anne Anderson              | Jerome Halligan & Greg Weisman    | 17 de fevereiro de 2017 16 de abril de 2017  | 217                |
| 38       | 18           | "The Pirate Genie" "A Gênia Pirata" "Não disponível"                       | Dave Knott & Carin-Anne Anderson | Dustin Ferrer & Kevin Hopps       | 3 de março de 2017 19 de abril de 2017       | 220                |
| 39a      | 19a          | "Trick or Treasure" "A Caça ao Tesouro" "Não disponível"                   | Enrico Vilbar Santana            | Francisco Paredes                 | 17 de março de 2017                          | 218                |
| 39b      | 19b          | "Easy As Pie" "Seu Mestre Mandou" "Não disponível"                         | Enrico Vilbar Santana            | Rich Fogel                        | 17 de março de 2017                          | 218                |
| 40a      | 20a          | "Bungle in the Jungle" "Bagunça na Selva" "Não disponível"                 | Carin-Anne Anderson              | Rich Fogel                        | 31 de março de 2017 18 de abril de 2017      | 219                |
| 40b      | 20b          | "The Mysterious Tower" "A Torre Misteriosa" "Não disponível"               | Dave Knott                       | Greg Weisman                      | 31 de março de 2017 18 de abril de 2017      | 219                |

### 3ª Temporada (2017–2018)
| Nº       | Nº           | Título                                                                              | Diretor                                     | Escritor                              | Data da transmissão                            | Código de produção |
| Na série | Na temporada | Título                                                                              | Diretor                                     | Escritor                              | Data da transmissão                            | Código de produção |
| -------- | ------------ | ----------------------------------------------------------------------------------- | ------------------------------------------- | ------------------------------------- | ---------------------------------------------- | ------------------ |
| 41a      | 1a           | "Underground Bound" "Confusão Subterrânea" "Não disponível"                         | Enrico Vilbar Santana                       | Dustin Ferrer                         | 5 de maio de 2017 6 de janeiro de 2018         | 301                |
| 41b      | 1b           | "Wishy Washy Genie" "Gênio Limpa Desejo" "Não disponível"                           | David Knott                                 | Melinda LaRose & Francisco Paredes    | 5 de maio de 2017 6 de janeiro de 2018         | 301                |
| 42a      | 2a           | "Carpet Trouble" "Problema Voador" "Não disponível"                                 | Enrico Vilbar Santana                       | Francisco Paredes                     | 19 de maio de 2017 13 de janeiro de 2018       | 303                |
| 42b      | 2b           | "Dragon Tales" "Histórias de Dragões" "Não disponível"                              | Carin-Anne Anderson                         | Dustin Ferrer                         | 19 de maio de 2017 13 de janeiro de 2018       | 303                |
| 43       | 3            | "Rainbow Zahramay" "Arco-íris Zahramay" "Não disponível"                            | David Knott & Carin-Anne Anderson           | Greg Weisman                          | 29 de agosto de 2017 11 de fevereiro de 2018   | 306                |
| 44a      | 4a           | "Hairdos and Don'ts" "De Cabelos em Pé!" "Não disponível"                           | David Knott                                 | Rich Fogel                            | 31 de agosto de 2017 21 de janeiro de 2018     | 307                |
| 44b      | 4b           | "Flower Power" "O Poder das Flores" "Não disponível"                                | Enrico Vilbar Santana                       | Francisco Paredes                     | 31 de agosto de 2017 21 de janeiro de 2018     | 307                |
| 45a      | 5a           | "Samira and Zeta" "Samira e Zeta" "Não disponível"                                  | Enrico Vilbar Santana                       | Francisco Paredes                     | 15 de setembro de 2017 14 de janeiro de 2018   | 304                |
| 45b      | 5b           | "The Zeta Touch" "O Toque de Zeta" "Não disponível"                                 | Dave Knott                                  | Jim Nolan                             | 15 de setembro de 2017 14 de janeiro de 2018   | 304                |
| 46a      | 6a           | "Genie for a Day" "Gênia por Um Dia" "Não disponível"                               | Carin-Anne Anderson                         | ASA                                   | 6 de outubro de 2017 7 de janeiro de 2018      | 302                |
| 46b      | 6b           | "Zac the Clueless Detective" "Zac, o Detetive sem Noção" "Não disponível"           | ASA                                         | ASA                                   | 6 de outubro de 2017 7 de janeiro de 2018      | 302                |
| 47a      | 7a           | "Abraca-Nope" "Abraca-Nada" "Não disponível"                                        | Dave Knott                                  | Francisco Paredes                     | 13 de outubro de 2017 3 de dezembro de 2017    | 310                |
| 47b      | 7b           | "Treehouse Retreat" "Refúgio na Árvore" "Não disponível"                            | Dave Knott                                  | Andrew Blanchette                     | 13 de outubro de 2017 3 de dezembro de 2017    | 310                |
| 48a      | 8a           | "Nazboo's Family Reunion" "A Família de Nazboo" "Não disponível"                    | Dave Knott                                  | Andrew Blanchette                     | 20 de outubro de 2017 20 de janeiro de 2018    | 305                |
| 48b      | 8b           | "The Darpoppy" "O Darpoppy" "Não disponível"                                        | Enrico Vilbar Santana                       | Rich Fogel                            | 20 de outubro de 2017 20 de janeiro de 2018    | 305                |
| 49a      | 9a           | "Hounded" "Um Novo Amigo" "Não disponível"                                          | Enrico Vilbar Santana                       | Samuel Bernstein                      | 27 de outubro de 2017 27 de janeiro de 2018    | 309                |
| 49b      | 9b           | "The Sorceress' Apprentice" "O Aprendiz" "Não disponível"                           | Carin-Anne Anderson                         | Greg Weisman                          | 27 de outubro de 2017 27 de janeiro de 2018    | 309                |
| 50a      | 10a          | "All That Glitters" "Tudo Brilhante" "Não disponível"                               | Carin-Anne Anderson                         | Robert Lamoreaux & Michelle Lamoreaux | 3 de novembro de 2017 28 de janeiro de 2018    | 312                |
| 50b      | 10b          | "Grab That Gem!" "Peguem Aquela Gema!" "Não disponível"                             | Carin-Anne Anderson                         | Francisco Paredes                     | 3 de novembro de 2017 28 de janeiro de 2018    | 312                |
| 51       | 11           | "Dance Magic" "Uma Dança Mágica" "Não disponível"                                   | Carin-Anne Anderson e Enrico Vilbar Santana | Dustin Ferrer                         | 17 de novembro de 2017 4 de fevereiro de 2018  | 308                |
| 52a      | 12a          | "Whatever Floats Your Boat" "Para Qualquer Lugar que o Barco Voar" "Não disponível" | Enrico Vilbar Santana                       | Rich Fogel                            | 1 de dezembro de 2017 25 de fevereiro de 2018  | 311                |
| 52b      | 12b          | "Waterbent" "Festa na Piscina" "Não disponível"                                     | David Knott                                 | Greg Weisman                          | 1 de dezembro de 2017 25 de fevereiro de 2018  | 311                |
| 53a      | 13a          | "Snow Time to Spare" "Gelo e Diversão" "Não disponível"                             | Carin Anne-Anderson                         | Greg Weisman                          | 30 de janeiro de 2018 3 de fevereiro de 2018   | 314                |
| 53b      | 13b          | "Pet Games" "Pet Jogos" "Não disponível"                                            | David Knott                                 | Andrew Blanchette                     | 30 de janeiro de 2018 3 de fevereiro de 2018   | 314                |
| 54a      | 14a          | "Zahramay Dreams" "Sonhos em Zahramay" "Não disponível"                             | David Knott                                 | Robert Lamoreaux & Michelle Lamoreaux | 1 de fevereiro de 2018 18 de fevereiro de 2018 | 315                |
| 54b      | 14b          | "Careful What You Wish For" "Cuidado com o que Deseja" "Não disponível"             | Carin-Anne Anderson                         | Nicole Demerse                        | 1 de fevereiro de 2018 18 de fevereiro de 2018 | 315                |
| 55a      | 15a          | "Glitter Glitch!" "Brilhante Bagunça" "Não disponível"                              | Enrico Vilbar Santana                       | Robert Lamoreaux & Michelle Lamoreaux | 6 de março de 2018 11 de março de 2018         | 313                |
| 55b      | 15b          | "Crystal Chaos" "O Cristal Quebrado" "Não disponível"                               | Enrico Vilbar Santana                       | Francisco Paredes                     | 6 de março de 2018 11 de março de 2018         | 313                |
| 56a      | 16a          | "A Lighting Colt for Shaya" "Um Mascote para Shaya" "Não disponível"                | Carin-Anne Anderson                         | Robert Lamoreaux & Michelle Lamoreaux | 18 de março de 2018 Não disponível             | 317                |
| 56b      | 16b          | "A Special Delivery" "Uma Entrega Especial" "Não disponível"                        | Enrico Vilbar Santana                       | Nicole Demerse                        | 18 de março de 2018 11 de março de 2018        | 313                |
| 57       | 17           | "Zahra glitter, Zahra Glow" "O Dia do Amigo Mascote" "Não disponível"               | David Knott e Carin-Anne Anderson           | Robert Lamoureux & Michelle Lamoureux | 23 de março de 2018 Não disponível             | 318                |
| 58a      | 18a          | "Nila Out of Water" "Nila Fora d'Água" "Não disponível"                             | Enrico Vilbar Santana                       | Andrew Blanchette                     | 7 de maio de 2018 29 de julho de 2018          | ASA                |
| 58b      | 18b          | "I Dream of Zeta" "Os Sonhos de Zeta" "Não disponível"                              | David Knott                                 | Francisco Paredes                     | 7 de maio de 2018 29 de julho de 2018          | ASA                |
| 59a      | 19a          | "Brave-ish" "A Pedra da Coragem" "Não disponível"                                   | Enrico Vilbar Santana                       | Nicole Demerse                        | 9 de maio de 2018 5 de agosto de 2018          | ASA                |
| 59b      | 19b          | "Nazboo's Magic Kazoo" "O Kazoo Mágico de Nazboo" "Não disponível"                  | David Knott                                 | Michael Rabb                          | 9 de maio de 2018 5 de agosto de 2018          | ASA                |
| 60a      | 20a          | "A Pirate Genie's Life for Me" "A Gênia Pirata" "Não disponível"                    | Carin-Anne Anderson                         | Francisco Paredes                     | 20 de novembro de 2018 2 de dezembro de 2018   | 320                |
| 60b      | 20b          | "Wacky Wishes" "Desejos Birutas" "Não disponível"                                   | Enrico Vilbar Santana                       | Andrew Blanchette                     | 20 de novembro de 2018 2 de dezembro de 2018   | 320                |

### 4ª Temporada (2018–2020)
| Nº       | Nº           | Título                                                                         | Diretor                                        | Escritor                              | Data da transmissão                            | Código de produção |
| Na série | Na temporada | Título                                                                         | Diretor                                        | Escritor                              | Data da transmissão                            | Código de produção |
| -------- | ------------ | ------------------------------------------------------------------------------ | ---------------------------------------------- | ------------------------------------- | ---------------------------------------------- | ------------------ |
| 61       | 1            | "Welcome to Zahramay Skies" "Bem Vindo a Céus de Zahramay" "Não disponível"    | Enrico Vilbar Santana & David Knott            | Robert Lamoreaux & Michelle Lamoreaux | 20 de outubro de 2018 11 de novembro de 2018   | 402                |
| 62a      | 2a           | "Pets to the Rescue" "Mascotes ao Resgate" "Não disponível"                    | Carin-Anne Anderson                            | Michael Rabb                          | 20 de outubro de 2018 18 de novembro de 2018   | 403                |
| 62b      | 2b           | "Runaway Rainbow" "O Arco-Íris Fujão" "Não disponível"                         | Enrico Vilbar Santana                          | Francisco Paredes                     | 20 de outubro de 2018 18 de novembro de 2018   | 403                |
| 63a      | 3a           | "Zeta Sleeps Over" "Festa do Pijama da Zeta" "Não disponível"                  | David Knott                                    | Michael Rabb                          | 19 de novembro de 2018 10 de março de 2019     | 413                |
| 63b      | 3b           | "Genie Babies" "Gêmeas Bebês" "Não disponível"                                 | Carin-Anne Anderson                            | Francisco Paredes                     | 19 de novembro de 2018 10 de março de 2019     | 413                |
| 64a      | 4a           | "Oceans Collide" "Oceanos Unidos" "Não disponível"                             | David Knott                                    | Francisco Paredes                     | 21 de novembro de 2018 3 de março de 2019      | 401                |
| 64b      | 4b           | "Par-Tea Time" "O Chá da Tarde" "Não disponível"                               | Carin-Anne Anderson                            | Andrew Blanchette                     | 21 de novembro de 2018 3 de março de 2019      | 401                |
| 65a      | 5a           | "The Zahra-Star" "A Zahra-Estrela" "Não disponível"                            | Enrico Vilbar Santana                          | Michael Rabb                          | 6 de janeiro de 2019 17 de fevereiro de 2019   | 405                |
| 65b      | 5b           | "Lightning Strikes Twice" "Gêmeos Gênios" "Não disponível"                     | David Knott                                    | Francisco Paredes                     | 6 de janeiro de 2019 17 de fevereiro de 2019   | 405                |
| 66a      | 6a           | "Rainbows to the Rescue" "Salvos pelo Arco-Íris" "Não disponível"              | Carin-Anne Anderson                            | Andrew Blanchette                     | 27 de janeiro de 2019 24 de fevereiro de 2019  | 406                |
| 66b      | 6b           | "Daydreams Come True" "Realizando Sonhos" "Não disponível"                     | Enrico Vilbar Santana                          | Robert Lamoreaux & Michelle Lamoreaux | 27 de janeiro de 2019 24 de fevereiro de 2019  | 406                |
| 67a      | 7a           | "Costume Chaos" "Fantasia do Caos" "Não disponível"                            | Carin-Anne Anderson                            | Andrew Blanchette                     | 17 de fevereiro de 2019 3 de março de 2019     | 404                |
| 67b      | 7b           | "Potion School" "Escola de Poções" "Não disponível"                            | David Knott                                    | Robert Lamoreaux & Michelle Lamoreaux | 17 de fevereiro de 2019 3 de março de 2019     | 404                |
| 68a      | 8a           | "The Painting Gem" "A Pedra da Pintura" "Não disponível"                       | David Knott                                    | Michael Rabb                          | 17 de março de 2019 4 de agosto de 2019        | 407                |
| 68b      | 8b           | "Longest Day Ever" "O Dia Mais Longo de Todos" "Não disponível"                | Carin-Anne Anderson                            | Francisco Paredes                     | 17 de março de 2019 4 de agosto de 2019        | 407                |
| 69a      | 9a           | "The Zahracorn Salon" "Salão dos Zaracórnios" "Não disponível"                 | David Knott                                    | Michael Rabb                          | 7 de abril de 2019 11 de agosto de 2019        | 408                |
| 69b      | 9b           | "Zahracorn Tickles" "Cosquinhas de Zaracórnio" "Não disponível"                | Enrico Vilbar Santana                          | Andrew Blanchette                     | 7 de abril de 2019 11 de agosto de 2019        | 408                |
| 70a      | 10a          | "The Sky Garden" "O Jardim Celeste" "Não disponível"                           | Carin-Anne Anderson                            | Robert Lamoreaux & Michelle Lamoreaux | 12 de maio de 2019 25 de junho de 2019         | 409                |
| 70b      | 10b          | "The Dragon Zahracorn" "O Zahracórnio Dragão" "Não disponível"                 | Enrico Vilbar Santana                          | Francisco Paredes                     | 12 de maio de 2019 25 de junho de 2019         | 409                |
| 71a      | 11a          | "Boom Zahra-Bake!" "Bolo Zahramay" "Não disponível"                            | Carin-Anne Anderson                            | Francisco Paredes                     | 9 de junho de 2019 25 de agosto de 2019        | 412                |
| 71b      | 11b          | "Rocket's Big Bark" "O Grande Latido do Rocket" "Não disponível"               | Enrico Vilbar Santana                          | Andrew Blanchette                     | 9 de junho de 2019 25 de agosto de 2019        | 412                |
| 72a      | 12a          | "Buddies in a Bottle" "Amigos na Garrafa" "Não disponível"                     | David Knott                                    | Andrew Blanchette                     | 14 de julho de 2019 1 de setembro de 2019      | 410                |
| 72b      | 12b          | "The Gem Hunt" "Caça às Pedras" "Não disponível"                               | Carin-Anne Anderson                            | Michael Rabb                          | 14 de julho de 2019 1 de setembro de 2019      | 410                |
| 73a      | 13a          | "Zahracorns on Parade" "O Desfile de Zaracórnios" "Não disponível"             | Enrico Vilbar Santana                          | Andrew Blanchette                     | 11 de agosto de 2019 23 de novembro de 2019    | 414                |
| 73b      | 13b          | "Nazboo's Magic Robe" "A Túnica Mágica do Nazboo" "Não disponível"             | David Knott                                    | Michael Rabb                          | 11 de agosto de 2019 23 de novembro de 2019    | 414                |
| 74a      | 14a          | "Zeta's Sister" "A Irmã da Zeta" "Não disponível"                              | Carin-Anne Anderson                            | Robert Lamoreaux & Michelle Lamoreaux | 8 de setembro de 2019 Não disponível           | 415                |
| 74b      | 14b          | "Sneaky Switcheroo" "Troca Escondida" "Não disponível"                         | Enrico Vilbar Santana                          | Rachel Forman                         | 8 de setembro de 2019 Não disponível           | 415                |
| 75       | 15           | "The Dragon Rider" "Conduzindo Dragões" "Não disponível"                       | David Knott & Enrico Vilbar Santana            | Robert Lamoreaux & Michelle Lamoreaux | 20 de outubro de 2019 28 de janeiro de 2020    | 411                |
| 76       | 16           | "Legend of the Dragon Treasure" "A Lenda da Pedra do Dragão" "Não disponível"  | David Knott, Carin-Anne Anderson & James Lopez | Francisco Paredes                     | 3 de novembro de 2019 Não disponível           | 416                |
| 77a      | 17a          | "Sneaky Squeaky Chicken" "O Franguinho Sapequinha" "Não disponível"            | Carin-Anne Anderson & James Lopez              | Andrew Blanchette                     | 10 de novembro de 2019 Não disponível          | 417                |
| 77b      | 17b          | "Adara's Bracelets" "Os Braceletes de Adara" "Não disponível"                  | David Knott                                    | Michael Rabb                          | 10 de novembro de 2019 Não disponível          | 417                |
| 78a      | 18a          | "Nazboo Come Home" "Nazboo Volta para Casa" "Não disponível"                   | Enrico Vilbar Santana                          | Francisco Paredes                     | 17 de novembro de 2019 Não disponível          | 418                |
| 78b      | 18b          | "Surfing the Skies" "Surfando nos Céus" "Não disponível"                       | Enrico Vilbar Santana                          | Andrew Blanchette                     | 17 de novembro de 2019 Não disponível          | 417                |
| 79       | 19           | "Journey to Zahramay Oceanea" "Jornada para Oceania Zahramay" "Não disponível" | David Knott & James Lopez                      | Robert Lamoreaux & Michelle Lamoreaux | 24 de novembro de 2019 28 de dezembro de 2019  | 419                |
| 80a      | 20a          | "The Sea Enchantress" "A Feiticeira do Mar" "Não disponível"                   | Enrico Vilbar Santana                          | Andrew Blanchette                     | 1 de dezembro de 2019 4 de janeiro de 2020     | 417                |
| 80b      | 20b          | "The Dance of the Jellyfish" "Dança das Águas-Vivas" "Não disponível"          | David Knott                                    | Michael Rabb                          | 1 de dezembro de 2019 4 de janeiro de 2020     | 417                |
| 81a      | 21a          | "Found You Day" "Dia do Encontro" "Não disponível"                             | James Lopez                                    | Francisco Paredes                     | 8 de dezembro de 2019 11 de janeiro de 2020    | 421                |
| 81b      | 21b          | "Nazboo Loses a Tooth" "Nazboo Perde um Dente" "Não disponível"                | Kimberly Jo Mills                              | Robert Lamoreaux & Michelle Lamoreaux | 8 de dezembro de 2019 11 de janeiro de 2020    | 421                |
| 82a      | 22a          | "Zeashell Surprise" "Surpresa nas Conchas" "Não disponível"                    | David Knott                                    | Andrew Blanchette                     | 15 de dezembro de 2019 18 de janeiro de 2020   | 422                |
| 82b      | 22b          | "The Zahramay Zuffer-Puff" "O Peixe-Zabalão" "Não disponível"                  | James Lopez                                    | Michael Rabb                          | 15 de dezembro de 2019 18 de janeiro de 2020   | 422                |
| 83a      | 23a          | "Zadazzler Dizzaster" "Desastre Brilhante" "Não disponível"                    | Kimberly Jo Mills                              | Robert Lamoreaux & Michelle Lamoreaux | 29 de dezembro de 2019 25 de janeiro de 2020   | 423                |
| 83b      | 23b          | "Hotdog Havoc" "Confusão do Cachorro-quente" "Não disponível"                  | David Knott                                    | Francisco Paredes                     | 29 de dezembro de 2019 25 de janeiro de 2020   | 423                |
| 84a      | 24a          | "Ladybugs on the Loose" "Joaninhas à Solta" "Não disponível"                   | James Lopez                                    | Andrew Blanchette                     | 5 de janeiro de 2020 1 de fevereiro de 2020    | 424                |
| 84b      | 24b          | "Zeta the Powerless" "Zeta sem Poderes" "Não disponível"                       | Kimberly Jo Mills                              | Michael Rabb                          | 5 de janeiro de 2020 1 de fevereiro de 2020    | 424                |
| 85a      | 25a          | "Zeacorn Cove" "Recife Zeacorn" "Não disponível"                               | David Knott                                    | Rachel Forman                         | 26 de janeiro de 2020 8 de fevereiro de 2020   | 425                |
| 85b      | 25b          | "Lights of Oceanea" "Luzes da Oceania" "Não disponível"                        | James Lopez                                    | Francisco Paredes                     | 26 de janeiro de 2020 8 de fevereiro de 2020   | 425                |
| 86a      | 26a          | "Zahra-Zkunked" "O Zahra-Zambá" "Não disponível"                               | Kimberly Jo Mills                              | Andrew Blanchette                     | 9 de fevereiro de 2020 15 de fevereiro de 2020 | 426                |
| 86b      | 26b          | "The Sorcerenie" "A Feiticegênia" "Não disponível"                             | David Knott                                    | Robert Lamoreaux & Michelle Lamoreaux | 9 de fevereiro de 2020 15 de fevereiro de 2020 | 426                |